# Richebourg (Haute-Marne)
Pour les articles homonymes, voir Richebourg.
Richebourg est une commune française située dans le département de la Haute-Marne, en région Grand Est.

## Géographie

### Hydrographie
La commune est dans la région hydrographique « la Seine de sa source au confluent de l'Oise (exclu) » au sein du bassin Seine-Normandie. Elle est drainée par le ru du Val Mormand,.

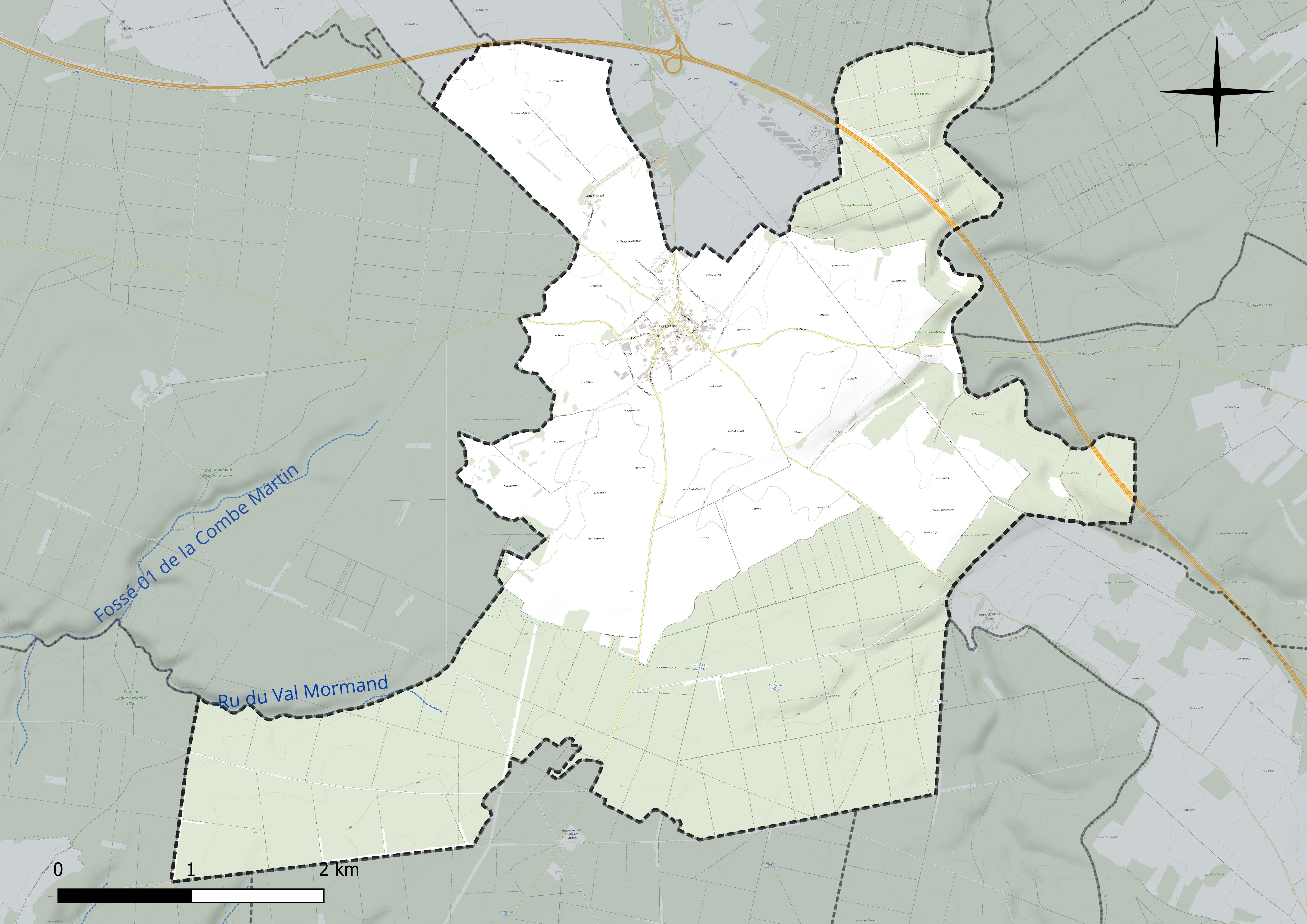
Réseau hydrographique de Richebourg.

### Climat
Pour des articles plus généraux, voir Climat du Grand Est et Climat de la Haute-Marne.
En 2010, le climat de la commune est de type climat de montagne, selon une étude du Centre national de la recherche scientifique s'appuyant sur une série de données couvrant la période 1971-2000. En 2020, Météo-France publie une typologie des climats de la France métropolitaine dans laquelle la commune est exposée à un climat océanique altéré et est dans la région climatique  Lorraine, plateau de Langres, Morvan, caractérisée par un hiver rude (1,5 °C), des vents modérés et des brouillards fréquents en automne et hiver. 
Pour la période 1971-2000, la température annuelle moyenne est de 9,9 °C, avec une amplitude thermique annuelle de 16,4 °C. Le cumul annuel moyen de précipitations est de 943 mm, avec 13,5 jours de précipitations en janvier et 9,2 jours en juillet. Pour la période 1991-2020, la température moyenne annuelle observée sur la station météorologique de Météo-France la plus proche, « Saint-loup-sur-aujon_sapc », sur la commune de Saint-Loup-sur-Aujon à 15 km à vol d'oiseau, est de 10,5 °C et le cumul annuel moyen de précipitations est de 918,0 mm. 
La température maximale relevée sur cette station est de 39,9 °C, atteinte le 25 juillet 2019 ; la température minimale est de −22 °C, atteinte le 20 décembre 2009,,. 
Les paramètres climatiques de la commune ont été estimés pour le milieu du siècle (2041-2070) selon différents scénarios d'émission de gaz à effet de serre à partir des nouvelles projections climatiques de référence DRIAS-2020. Ils sont consultables sur un site dédié publié par Météo-France en novembre 2022.

## Urbanisme

### Typologie
Au 1er janvier 2024, Richebourg est catégorisée commune rurale à habitat dispersé, selon la nouvelle grille communale de densité à sept niveaux définie par l'Insee en 2022.
Elle est située hors unité urbaine. Par ailleurs la commune fait partie de l'aire d'attraction de Chaumont, dont elle est une commune de la couronne,. Cette aire, qui regroupe 112 communes, est catégorisée dans les aires de 50 000 à moins de 200 000 habitants,.

### Occupation des sols
L'occupation des sols de la commune, telle qu'elle ressort de la base de données européenne d’occupation biophysique des sols Corine Land Cover (CLC), est marquée par l'importance des forêts et milieux semi-naturels (54,8 % en 2018), une proportion identique à celle de 1990 (54,8 %). La répartition détaillée en 2018 est la suivante : 
forêts (54,7 %), terres arables (41,2 %), prairies (2 %), zones urbanisées (1,9 %), zones agricoles hétérogènes (0,1 %), milieux à végétation arbustive et/ou herbacée (0,1 %). L'évolution de l’occupation des sols de la commune et de ses infrastructures peut être observée sur les différentes représentations cartographiques du territoire : la carte de Cassini (XVIIIe siècle), la carte d'état-major (1820-1866) et les cartes ou photos aériennes de l'IGN pour la période actuelle (1950 à aujourd'hui).

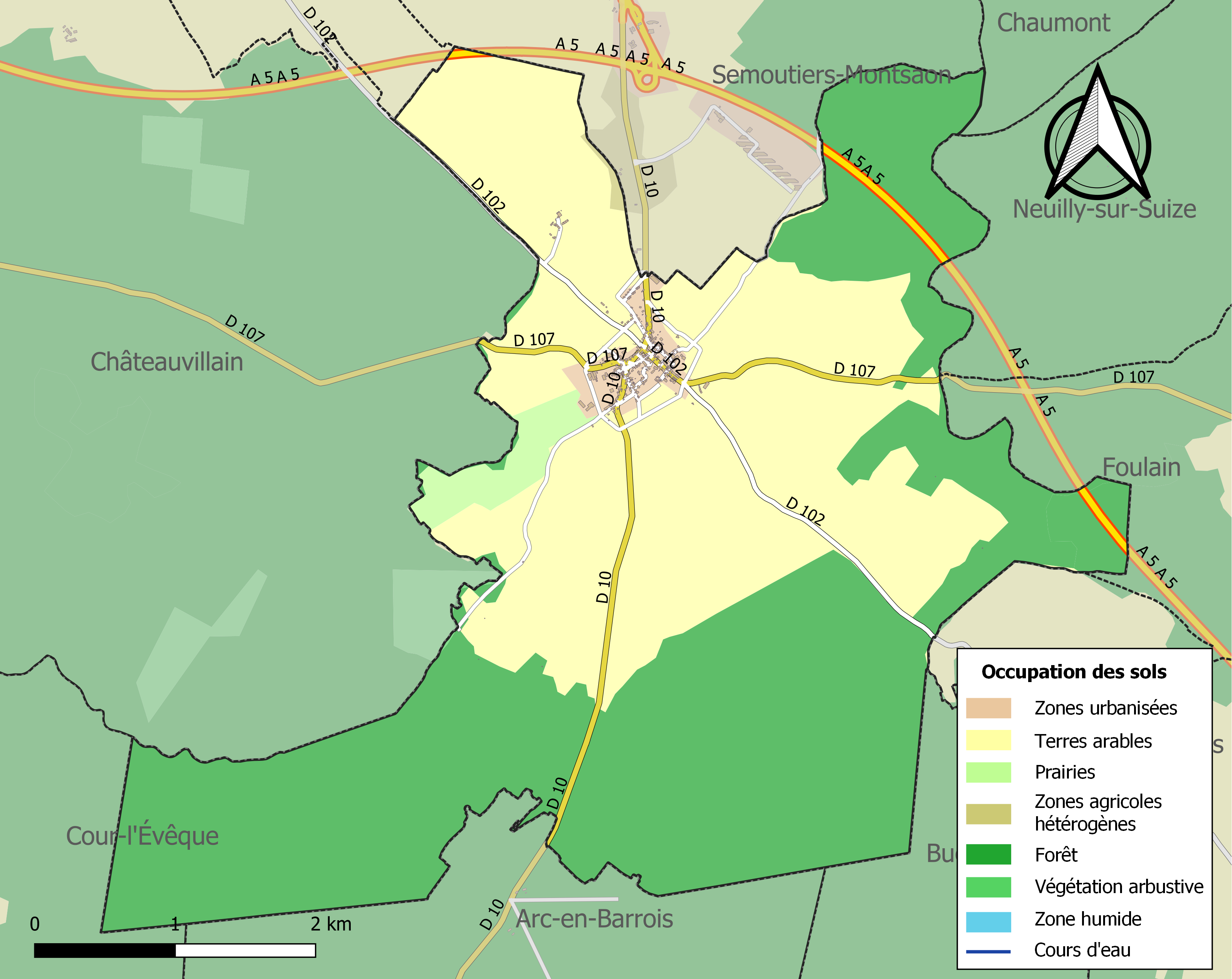
Carte des infrastructures et de l'occupation des sols de la commune en 2018 (CLC).

## Toponymie
Des recherches nous[Qui ?] ont amené au XIe siècle avec une première mention Richborg qui signifie place forte[réf. nécessaire].
Du vieux-francique *riki (« puissant »). Le sens de « puissant » est encore en usage dans les premiers textes français; celui de « qui possède des biens » ne semble assuré que vers 1265 et du bas latin burgus, lui-même issu du germanique ancien burg (« forteresse ou village fortifié »)
L'appellation serait d’origine germanique ou flamande, de Richburg ou Richebourg, « château riche » ou « village fertile ».
Richebourg peut aussi correspondre au nom de personne germanique féminin Rice, (Ricburgis).

## Histoire
Le village de Richebourg est attaqué le 11 avril 1644 par des soldats de la garnison de la Mothe dans le cadre de la guerre de Trente Ans : deux villageois sont tués et inhumés le lendemain par le curé de la paroisse[réf. souhaitée].

## Politique et administration

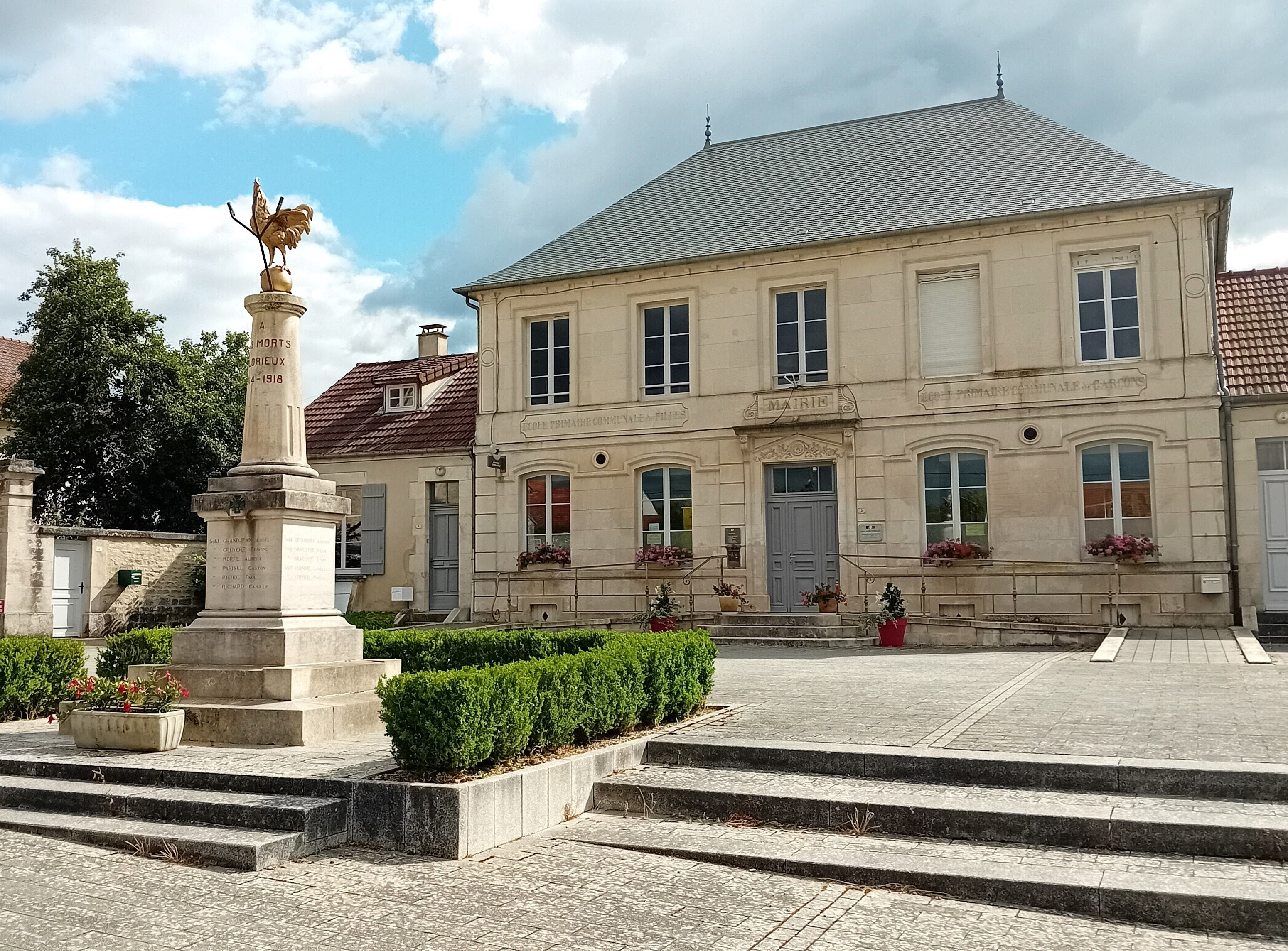
La mairie

| Période                                  | Période  | Identité            | Étiquette | Qualité |
| ---------------------------------------- | -------- | ------------------- | --------- | ------- |
| avant 1988                               | ?        | Roger Parisel       |           |         |
| 2007                                     | 2014     | Jean-Pierre Ferrand |           |         |
| 2014                                     | En cours | Patrick Devilliers  |           |         |
| Les données manquantes sont à compléter. |          |                     |           |         |

## Population et société

### Démographie

#### Évolution démographique
L'évolution du nombre d'habitants est connue à travers les recensements de la population effectués dans la commune depuis 1793. Pour les communes de moins de 10 000 habitants, une enquête de recensement portant sur toute la population est réalisée tous les cinq ans, les populations de référence des années intermédiaires étant quant à elles estimées par interpolation ou extrapolation. Pour la commune, le premier recensement exhaustif entrant dans le cadre du nouveau dispositif a été réalisé en 2008.

En 2022, la commune comptait 248 habitants, en évolution de −11,74 % par rapport à 2016 (Haute-Marne : −4,62 %, France hors Mayotte : +2,11 %).
| 1793 | 1800 | 1806 | 1821 | 1831 | 1836 | 1841 | 1846 | 1851 |
| ---- | ---- | ---- | ---- | ---- | ---- | ---- | ---- | ---- |
| 565  | 574  | 607  | 580  | 688  | 689  | 707  | 686  | 656  |

| 1856 | 1861 | 1866 | 1872 | 1876 | 1881 | 1886 | 1891 | 1896 |
| ---- | ---- | ---- | ---- | ---- | ---- | ---- | ---- | ---- |
| 596  | 564  | 543  | 516  | 514  | 497  | 431  | 404  | 377  |

| 1901 | 1906 | 1911 | 1921 | 1926 | 1931 | 1936 | 1946 | 1954 |
| ---- | ---- | ---- | ---- | ---- | ---- | ---- | ---- | ---- |
| 392  | 367  | 345  | 318  | 284  | 311  | 268  | 264  | 331  |

| 1962 | 1968 | 1975 | 1982 | 1990 | 1999 | 2006 | 2008 | 2013 |
| ---- | ---- | ---- | ---- | ---- | ---- | ---- | ---- | ---- |
| 293  | 271  | 257  | 246  | 249  | 284  | 277  | 275  | 280  |

| 2018 | 2022 | - | - | - | - | - | - | - |
| ---- | ---- | - | - | - | - | - | - | - |
| 267  | 248  | - | - | - | - | - | - | - |

## Culture locale et patrimoine

### Lieux et monuments
- Église Saint-Nicolas : les vitraux de l'église sont l'œuvre de Calixte Poupart[20].
- Monument aux Morts .

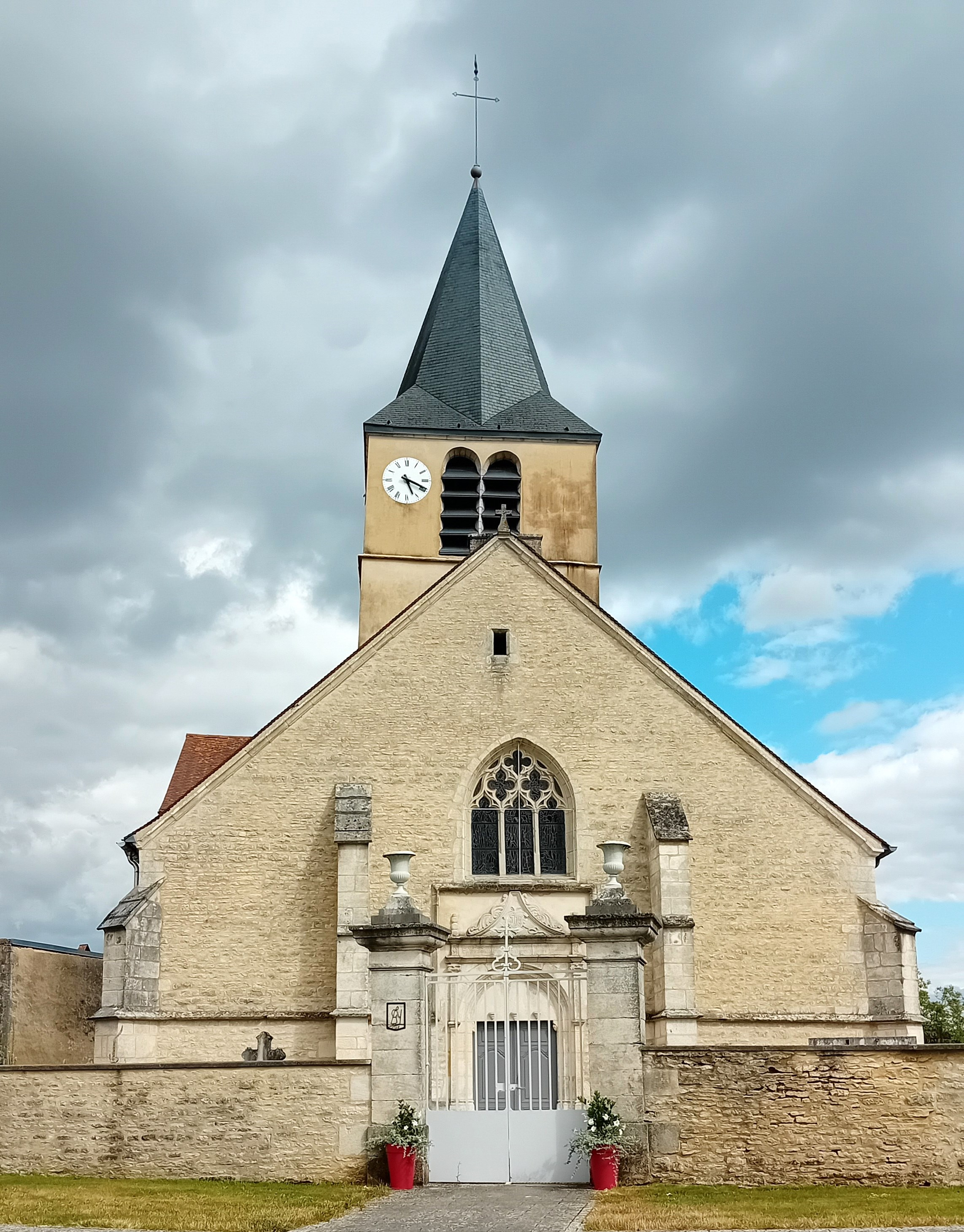
L'église Saint-Nicolas
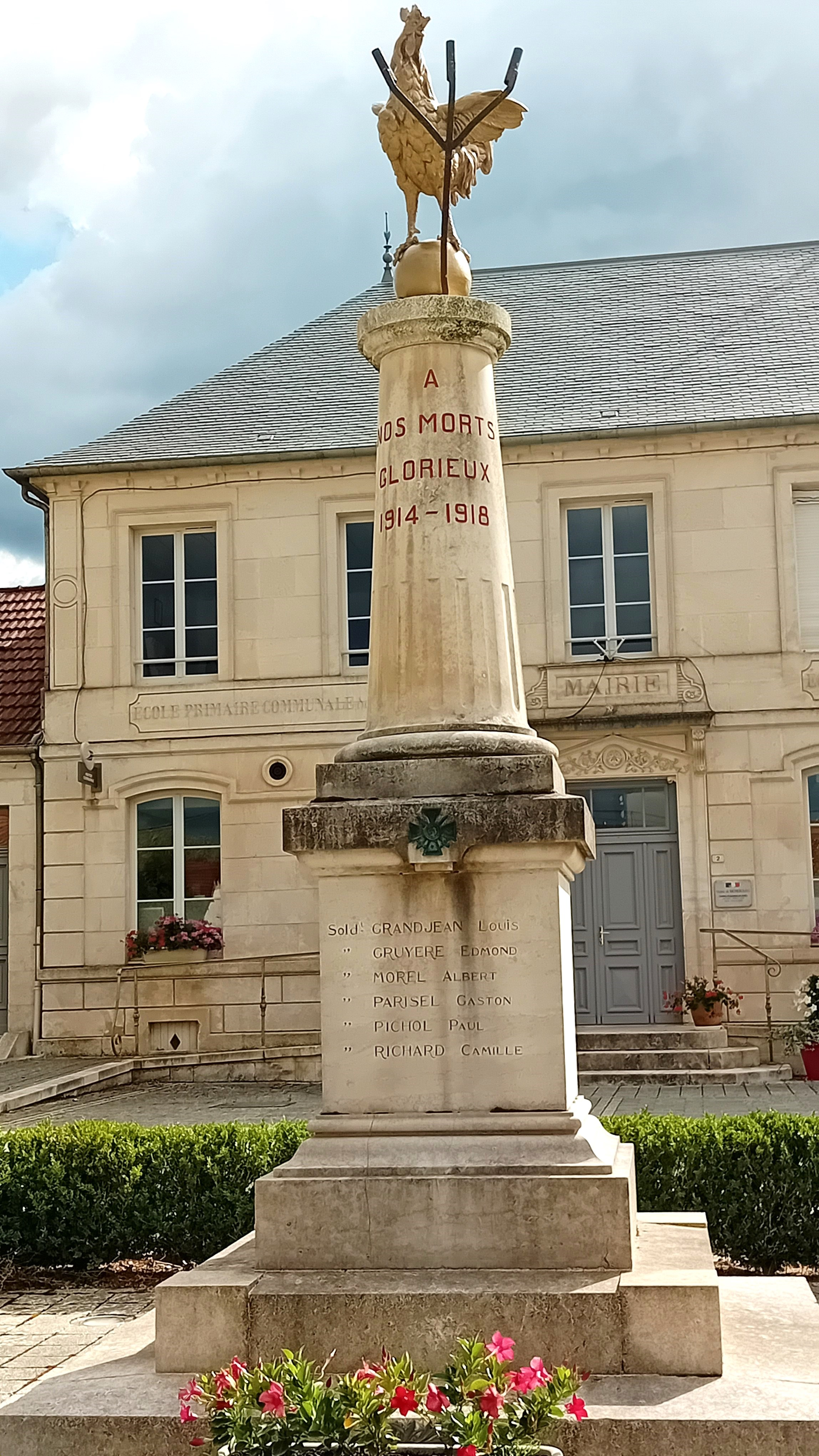
Le monument aux Morts

### Personnalités liées à la commune
- Émile Schribaux, né le 10 août 1857 à Richebourg, où son père était l'instituteur. Élève brillant, il devient professeur à l'Institut national agronomique de Paris. On lui doit la Station nationale d'essai des semences et des variétés améliorées de blés et d'avoines. Membre de l'Académie des sciences en 1934, il est mort à Paris le 29 octobre 1951[21].

### Héraldique
| Blason de Richebourg | Blason  | D'or à l'écusson de gueules chargé d'un saint Nicolas d'argent ; à la bordure de sinople chargée de six besants d'argent. |
| Blason de Richebourg | Détails | Le champ d'or bordé de sinople représente le village et ses champs entouré d'une forêt de feuillus. L'écusson rouge représente le centre-bourg, « cœur battant » du village, avec saint Nicolas, patron de la paroisse locale. Enfin, les besants représentent la truffe qui faisait la renommée du village par le passé ; au nombre de six, ils indiquent les six directions qui rayonnent en étoile vers les communes voisines. Création Roger Petitpierre, adoptée le 25 mars 2021. |
| Blason de Richebourg | Alias   | D'argent à la bande de gueules. Armes de la famille de Richebourg, seigneur de Pouan-les-Vallées au XVIe siècle. |